# Nku'Tchub
Nku'Tchub est un village sur les terres du Ndé  en « pays » Bamiléké, dans la province de l'Ouest Cameroun.
Installée seule au milieu des années 1980 comme pionnière, Claude Njiké-Bergeret y accueille désormais une communauté de plusieurs familles pour un total d'environ 400 personnes.
Le village est à 7,5 km de la route nationale bitumée Bangangté-Bafia, au dernier poteau électrique.

## Histoire
Lorsque Claude Njiké Bergeret quitte la chefferie de Bangangté, dans les années 1980, elle décide  d'emménager et de cultiver un champ sur les terres de Nku'Tchub, pas loin de là où elle cultivait déjà, venant de Bangangté. Elle arrive seule dans la brousse sur cette terre située sur la rive droite du Noun, à 25 km de la ville de Bangangté. L'espace est entouré d'autres champs de cultures et d'espaces de pâturage. 
Son travail de pionnière permet d'apprivoiser le milieu. Elle s'y installe définitivement avec sa famille et construit plusieurs cases, fermes, et y apporte des commodités. En 2020, plusieurs familles et en tout plus de 400 personnes vivent en quasi-autonomie - présence d'électricité - à Nku'Tchub. 
En 2020, un projet de barrage sur le Noun menace le village. 

## Géographie
Le village se trouve à 5 minutes de marche du Noun.

## Architecture
Plusieurs cases et espaces communs et fermes sont battis en utilisant diverses techniques. Les briques de terres fabriquées sur place sont utilisées. Des toits en chaumes couvrent des murs ronds ou anguleux sur divers styles de batisses. Les techniques de crépis permettent l'isolation contre les infiltrations et remontées d'eaux en saison de pluie. 
Les matériaux de construction des cases (murs, toits, crépis) sont faits sur place avec du matériel local. 
Une case centrale de réception des visiteurs possède des ouvertures spacieuses qui offrent un éclairage naturel. 